# إيرل كلارك (لاعب كرة قاعدة)
إيرل كلارك (بالإنجليزية: Earl Clark)‏ هو لاعب كرة قاعدة أمريكي، ولد في 6 نوفمبر 1907 في واشنطن العاصمة في الولايات المتحدة، وتوفي بنفس المكان في 16 يناير 1938.

## وصلات خارجية
- إيرل كلارك على موقعبيزبول رفرنس.كوم (الدوري الرئيسي) (الإنجليزية)
- إيرل كلارك على موقعبيزبول رفرنس.كوم (الدوري الثانوي) (الإنجليزية)